# Гилрој (Калифорнија)
Гилрој (енгл. Gilroy) град је у америчкој савезној држави Калифорнија. По попису становништва из 2010. у њему је живело 48.821 становника.

## Демографија
Према попису становништва из 2010. у граду је живело 48.821 становника, што је 7.357 (17,7%) становника више него 2000. године.
| Група             | 2000.          | 2010.          |
| Белци             | 15.767 (38,0%) | 15.335 (31,4%) |
| Афроамериканци    | 745 (1,8%)     | 942 (1,9%)     |
| Азијати           | 1.810 (4,4%)   | 3.448 (7,1%)   |
| Хиспаноамериканци | 22.298 (53,8%) | 28.214 (57,8%) |
| Укупно            | 41.464         | 48.821         |